# Moonbootica

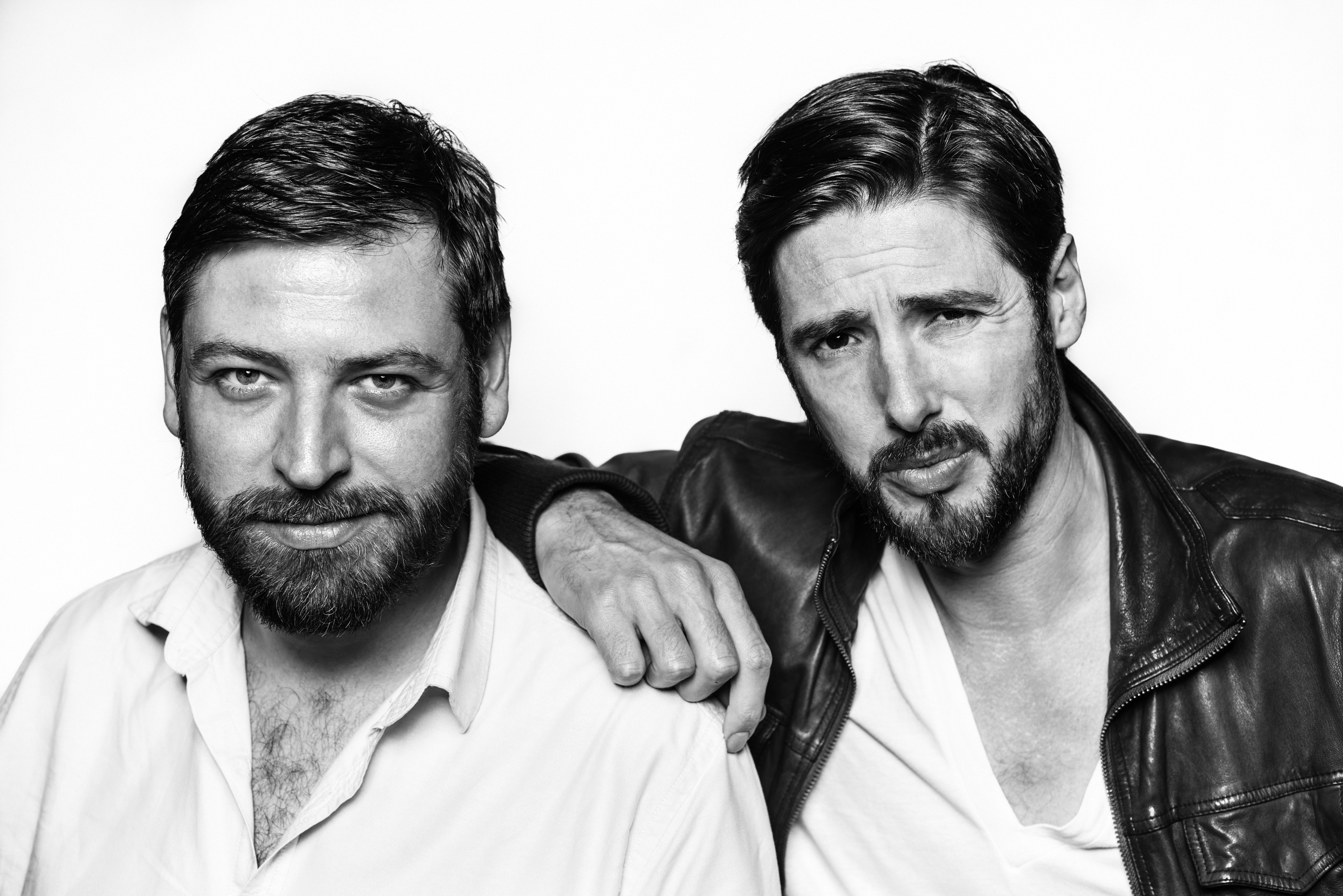
MOONBOOTICA (2013)

MOONBOOTICA è lo pseudonimo dei DJ amburghesi KoweSix (Oliver Kowalski) e Tobitob (Tobias Schmidt), che suonano insieme dagli anni 90.

## Generali
Il progetto musicale MOONBOOTICA nasce agli inizi delle feste Moonbootica nelle discoteche di Amburgo. Il loro stile può essere categorizzato come musica elettronica, spaziando dall'electro all'house, con qualche influenza hip-hop. Il duo ha fondato l'etichetta Moonbootique, rilasciando le loro stesse produzioni.

## Carriera
Moonbootica hanno lavorato a remix per una varietà di artisti tra cui Robbie Williams, Skunk Anansie, Beatsteaks, Faithless, Jan Delay, Hurts and Kruder & Dorfmeister. Le loro stesse produzioni hanno avuto la collaborazione di illustri ospiti come Anthony Mills, Thomas Hofding, Thomas Azier, Mohini Geisweiler, Siri Svegler e la leggende del rap Reggie Noble. Inoltre hanno tenuto DJ set nelle discoteche di tutta Europa (Watergate, Berlino / Razzmatazz, Barcellona / Krysha Mira, Mosca) ed eventi in Australia e Sud America.

## Discografia

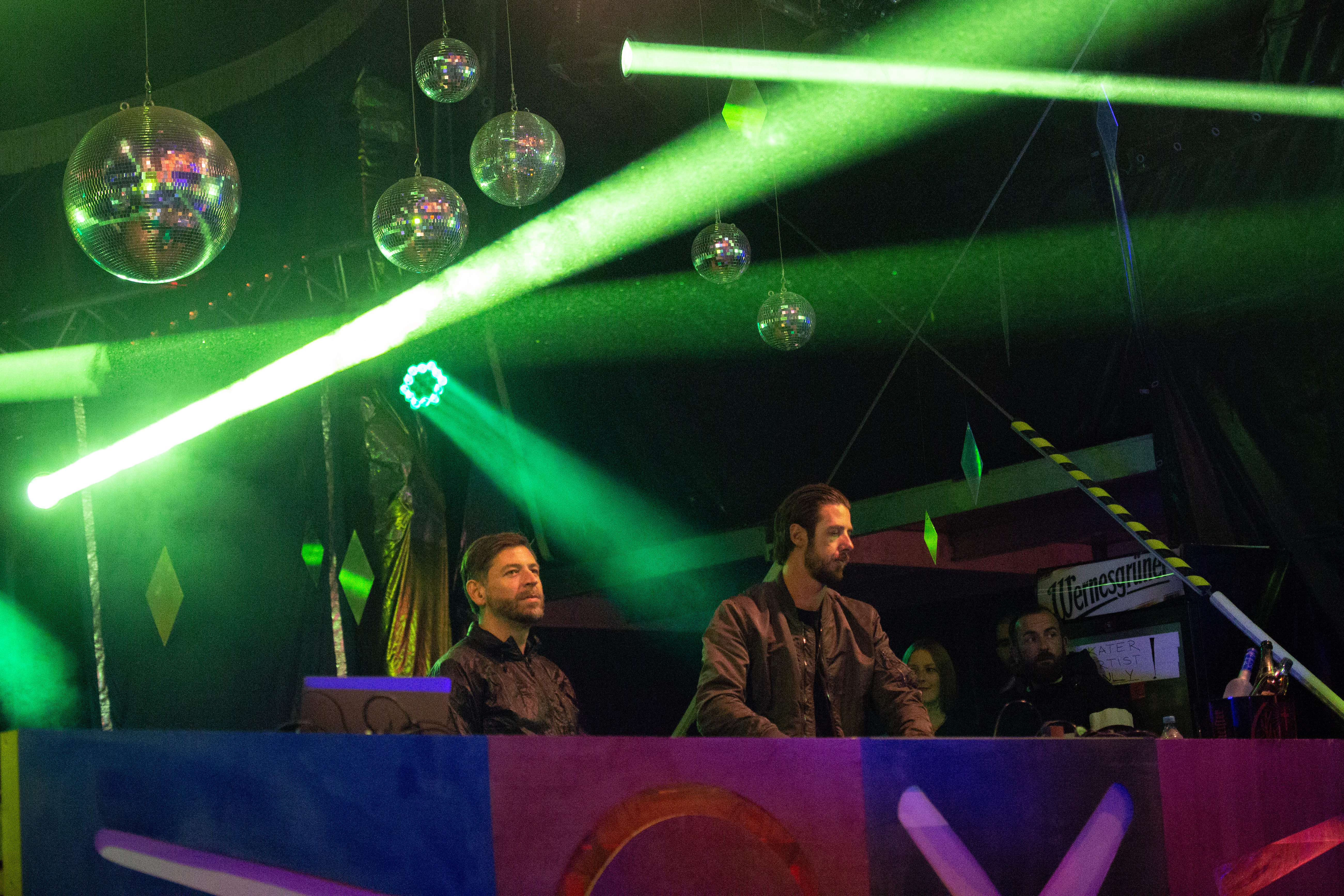
Moonbootica, SonneMondSterne 2018

### Singoli
- Moonbootation (06/2001)
- Get it on (04/2002)
- Mau Mau high (01/2003)
- We 1,2 Rock / Roll the Dice (01/2004)
- Bulldog beats (07/2004)
- June / Mustang (02/2005)
- Listen (08/2005)
- Pretty little angel (12/2005)
- Mopedgang (04/2006)
- Wattbird / Break of light (10/2006)
- Jump Around (09/2007)
- Der Mond feat. Jan Delay (10/2007)
- Strobelight (05/2009)
- The Ease (11/2009)
- Men Of The Future (02/2010)
- Tonight (01/2011)
- I'm On Vacation Bitch feat. Redman (05/2012)
- Iconic (03/2012)
- Bounce With Me feat. Anthony Mills (11/2013)
- My Hot Dope / Partylife (02/2014)
- These Days Are Gone (05/2014)
- Beats & Lines (05/2014)

### Album
- Moonbootica (10/2005)
- Moonlight Welfare (10/2007)
- Our Disco Is Louder Than Yours (05/2012)
- Shine (06/2014)

### Mix compilation
- DJ sounds good (03/2004)
- ... and then we started to dance (10/2006)
- Moonbootique Records Present Sound (2007)
- Save The Night (10/2009)

### Altro
- Dynamit Moonbootica RMX (2008) (Remix of Dynamite Deluxe's single 'Dynamit')